# Fritz Gödicke
Fritz Gödicke (21 octubre 1919 – 28 abril 2009) va ser un futbolista i entrenador de futbol de l'Alemanya de l'Est.
El 1951 Gödicke va ser el guanyador compartit (juntament amb el seu company futbolista Werner Oberländer) en una enquesta realitzada pel diari esportiu d'Alemanya de l'Est Deutsches Sportecho per determinar l'esportista més popular de l'Alemanya Oriental.

## Palmarès
Com a futbolista:
- DDR-Oberliga: 1950–51

Com a entrenador:
- DDR-Oberliga: 1956, 1957